# Uffelte

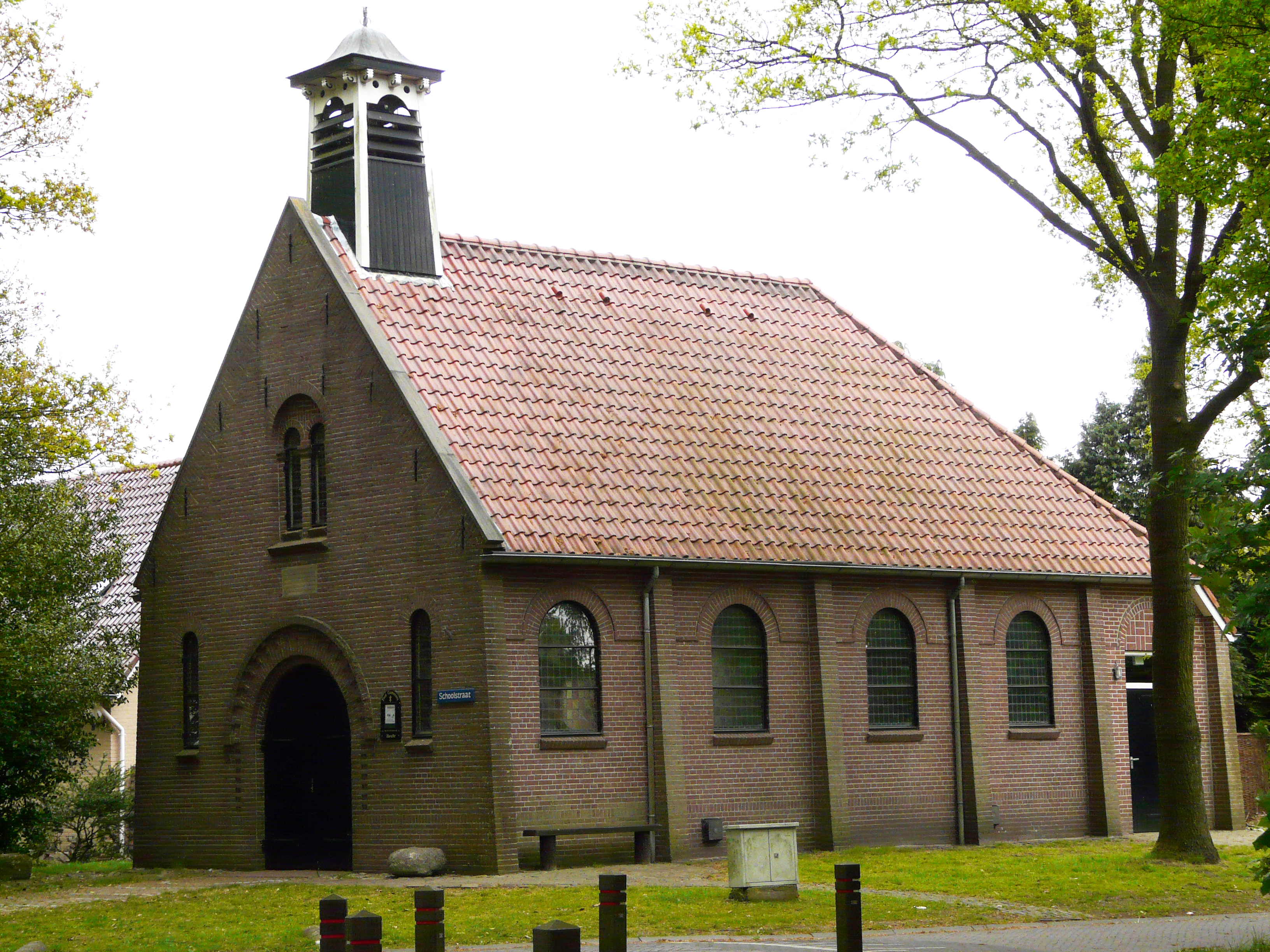

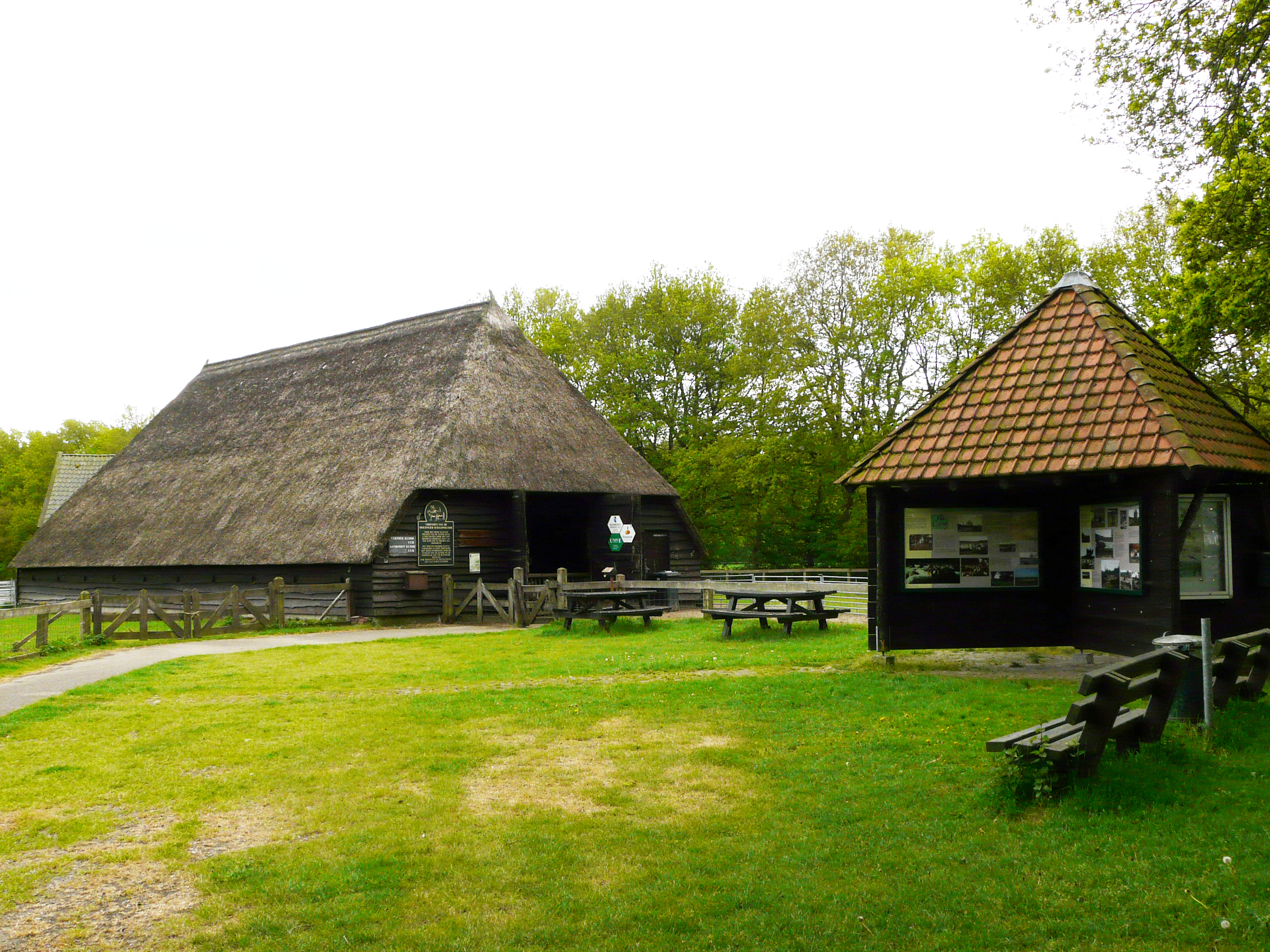
Holtinger schaapskooi

Uffelte is een esdorp in de gemeente Westerveld, in de Nederlandse provincie Drenthe. In 2023 had het dorp 1.440 inwoners. Onder het dorp valt ook de buurtschap Holtinge.
Uffelte ligt ten noordoosten van Havelte en dichtstbijzijnde grote plaats is Meppel, waarvan het ook ten noorden is gelegen. Uffelte kent veel karakteristieke Saksische boerderijen. Na de Tweede Wereldoorlog is het uitgebreid met nieuwbouw. Het is een zeer toeristisch dorp, hoewel de meeste voorzieningen in het buurdorp Havelte te vinden zijn. Bezienswaardig is, naast de boerderijen, onder meer de Nederlands Hervormde kapel uit 1910.

## Natuur
De marke van Uffelte kenmerkt zich door essen, maar vooral door gigantische bos-, heide-, veen- en stuifzandgebieden. Het Ooster- en Westerzand, ten noorden van het dorp, vormen een landgoed dat uit bos, heide en veen (Uffelterveen) bestaat. Het is gedeeltelijk in particulier eigendom. Het Holtingerveld is een heidegebied van Natuurmonumenten.

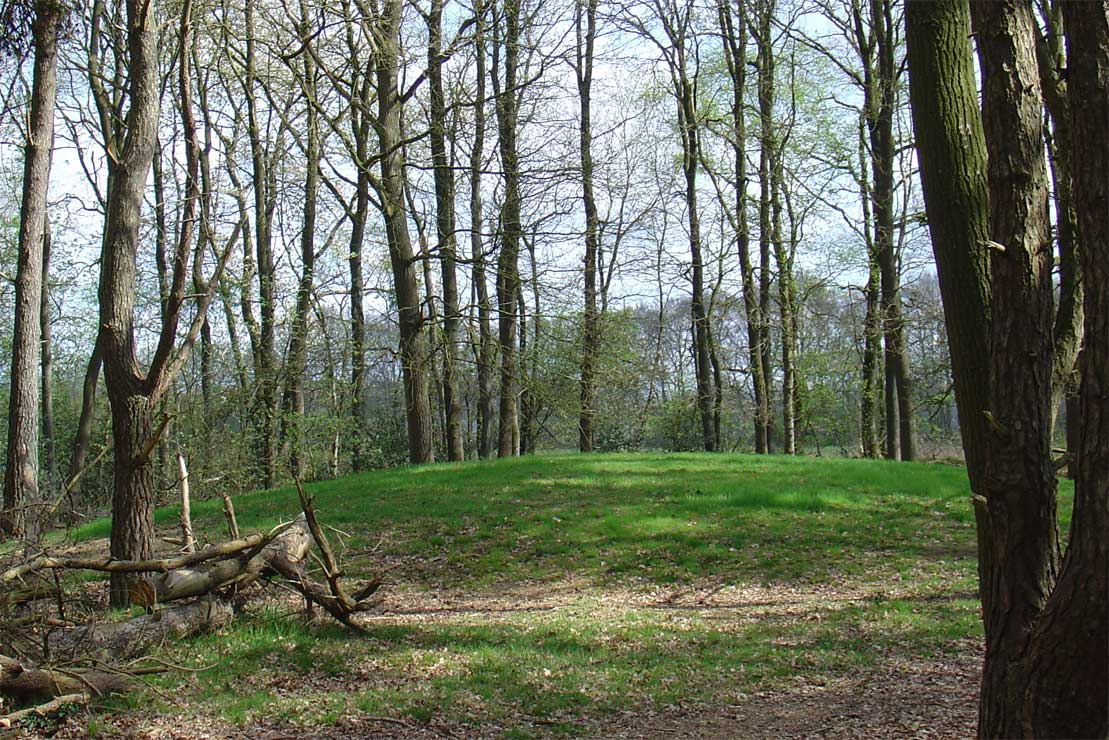
Brandheuvel (grafheuvel) in het Uffelterzand

Ten oosten van deze gebieden ligt het gebied Havelte-Oost, in eigendom van het Ministerie van Defensie. Dit was altijd een militair oefenterrein, maar enkele jaren geleden heeft het leger zich uit het grootste deel teruggetrokken. Het 1700 hectare grote heidegebied wordt begraasd door de Drentse heideschapen van de Holtinger Schaapskudde. De schaapskooi is te vinden in de buurtschap Holtinge, die onder Uffelte valt.
Het Uffelterzand, ten westen van Uffelte en ten zuiden van Holtinge, is een kleiner bos- en heidegebied in eigendom van de gemeente, waar enkele grafheuvels te vinden zijn. Het Uffelter Binnenveld is een bos- en heidegebied ten zuidwesten van het dorp, eigendom van Het Drentse Landschap. Aan de overzijde van de Drentsche Hoofdvaart, eveneens op het grondgebied van Uffelte, ligt het bos- en weidegebied van Landgoed Rheebruggen, eveneens van Het Drentse Landschap.

## Voorzieningen
Uffelte heeft een openbare basisschool, sportvelden, voetbalclub VV Uffelte, korfbalclub KORU en dorpshuis De Vlasbarg'n. Ook is er een winkel en zijn er horecagelegenheden.

## Verkeer en vervoer
Het dorp is goed bereikbaar door de ligging aan de N371.

## In de media
Elly en Rikkert namen hun album Maarten en het witte paard op toen ze in Uffelte woonden en verwezen naar het dorp in het instrumentale nummer Zonsopgang in Uffelte, een vrolijke noot in de overwegend grijze sfeer van dat album.
Op het album Geluiden van Weleer van at the close of every day staat een nummer met de titel "Uffelte".

## Geboren
- Egbertje Leutscher-de Vries, voormalig oudste persoon van Nederland (22 oktober 1902 – 14 augustus 2014)